# Christos Mandzios

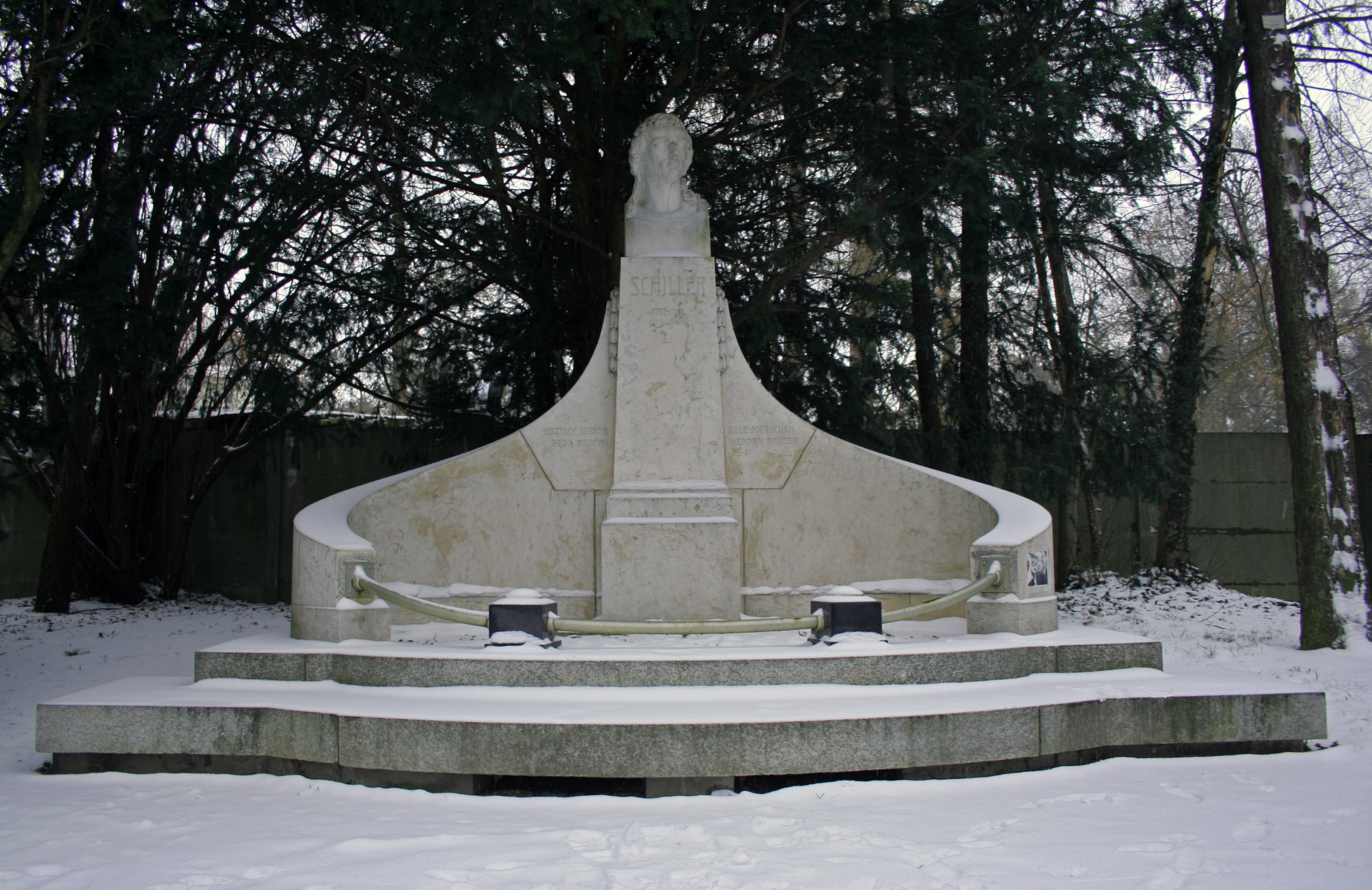
Pomnik Fryderyka Schillera we Wrocławiu. Replika autorstwa Christosa Mandziosa

Christos Mandzios (ur. 1954 we Wrocławiu) – polski artysta rzeźbiarz greckiego pochodzenia.
Urodził się we Wrocławiu w rodzinie emigrantów politycznych z Grecji. W roku 1979 rozpoczął studia na Akademii Sztuk Pięknych we Wrocławiu, które ukończył w lutym 1985 r. broniąc dyplom w pracowni Leona Podsiadłego. Od roku 1989 jest pracownikiem dydaktycznym w macierzystej uczelni.
Jego praca twórcza koncentruje się głównie wokół rzeźby i instalacji, od roku 1985 jego dzieła pokazywane są na różnych wystawach w kraju i za granicą. Jest autorem min. repliki pomnika Schillera we Wrocławiu.
W 2023 odznaczony Krzyżem Kawalerskim Orderu Odrodzenia Polski.